# François-Eléonor-Elie de Moustier
François-Eléonor-Elie de Moustier (ur. 15 marca 1751 w Paryżu, zm. 28 stycznia 1817 w Bailly nieopodal Wersalu ) – francuski dyplomata i hrabia.
2 kwietnia 1777 poślubił Louise Millet.
W roku 1769 zaciągnął się do armii. Następnie służył w dyplomacji. Po misjach dyplomatycznych w Lizbonie i Neapolu, został w 1778 ministrem Francuskim u Elektora Trewiru. Do 1783 roku był ambasadorem w Londynie, kiedy zastąpił go Jean-Balthazar d’Adhémar. De Moustier z kolei w roku 1787 zastąpił Anne-Césara de La Luzerne’a na stanowisku ambasadora w USA.
Pełnił funkcję ambasadora Francji w USA w latach 1787–1790. Na to stanowisko ambasadora polecał go min. jego amerykański odpowiednik w Paryżu (w okresie: 10 marca, 1785 – 26 IX 1789)  Thomas Jefferson. Napisał tam: Memoir on Louisiana, którego tematem był stan Luizjana. Jego rezydencję zakupił George Washington.
De Moustier nie cieszył się jednak zbyt dobrą opinią u Amerykanów. Raziły jego swobodne francuskie obyczaje i rząd francuski musiał go w 1791 roku odwołać.
Po zakończeniu swej misji dyplomatycznej w stanach w 1790 roku, został francuskim ambasadorem w Berlinie (był nim w latach 1790–1791). Odwołany z Berlina odmówił objęcia proponowanego mu stanowiska sekretarza Spraw Zagranicznych i został ambasadorem w Konstantynopolu. W tym czasie stał się otwartym wrogiem Rewolucji i poparł emigrantów rojalistycznych. Brał udział w wielu misjach reprezentując interesy ocalałych z rodziny królewskiej hrabiego Prowansji i hrabiego Artois. Podczas tzw. "stu dni Napoleona" towarzyszył Ludwikowi XVIII do Gandawy. W 1816 roku powrócił do swej posiadłości rodowej.